# El gran Galeoto (película)
El gran Galeoto es una película española de 1951 dirigida por Rafael Gil y basada en la obra de teatro homónima de José Echegaray. Está protagonizada por Ana Mariscal y Rafael Durán.

## Sinopsis
Ernesto es un joven músico que al morir su padre se ve obligado a permanecer en Madrid, compartiendo casa con su albacea Julio Villamil, casado con la actriz Teresa Labisbal, de la que el joven estuvo enamorado platónicamente.
Aunque la conducta del joven es intachable, el rumor creado por terceras personas provoca que Julio quiera batirse con Ernesto en un duelo a muerte.

## Reparto
(En orden alfabético)

- Valeriano Andrés es Pedro.
- Manuel Arbó  es Secretario de Ernesto.
- Rafael Bardem es Gabriel.
- Francisco Bernal es un peón del coto de caza.
- Xan das Bolas es un cochero.
- Raúl Cancio es Alcaraz.
- María Cañete
- Manuel de Juan es Miembro del consejo.
- Mary Delgado es Mercedes.
- Rafael Durán es Ernesto Acedo.
- Juan Espantaleón es Don Severo Villamil.
- Fernando Fernández de Córdoba es Uceda.
- Concha Fernández es Castita.
- Félix Fernández es Enciso.
- Enrique Herreros es Nicasio Heredia de la Escosura.
- Casimiro Hurtado es Senén.
- Manuel Kayser es Faquir.
- José María Lado es Don Julio Villamil.
- Julia Lajos
- Helga Liné es Adelina.
- Ana Mariscal es Teresa La Bisbal.
- Ramón Martori es Don Ángel Acedo.
- Nieves Patiño
- Manuel Requena
- Antonio Riquelme
- Santiago Rivero es Moisés.
- José Sancho es Sterling.
- Fernando Sancho es Vizconde de Nebreda.
- Vicente Soler es Tomás.
- Juanito Vázquez es Marcel.